# Partners Banka
Partners Banka, a.s. (do 13. září 2023 Partners Branka, a.s.) je česká banka, která získala licenci od ČNB v srpnu 2023. V březnu 2024 oficiálně zahájila provoz. Její služby mohou využít stávající i noví klienti sítě Partners. Banka má 175 poboček, což dělá z instituce banku se čtvrtou nejhustěji zastoupenou pobočkovou sítí v Česku. Specifikum banky je, že je dostupná pouze v mobilní aplikaci. Tato banka je podle serveru Měšec primárně poradenskou bankou pro retailové klienty. Kód banky je 6363.  

## Historie
V červnu roku 2007 zahájila svoji činnost společnost Partners Financial Services. Založení společnosti předcházel odchod čtyř set[zdroj?] poradců a manažerů z německé finančně poradenské společnosti OVB, kteří následně začali podnikat v nově vzniklé firmě Partners.
V srpnu 2023 získala finanční skupina Partners bankovní licenci od České národní banky.
V březnu 2024 banka oficiálně zahájila provoz.

### Vlastnická struktura 2023
Vlastní kapitál Partners Banky činil v roce 2023 tři miliardy korun. Banka byla stoprocentně v rukou českých vlastníků, kam patří zhruba tisíc poradců, manažerů, ředitelů a zaměstnanců skupiny Partners.
Z externích subjektů do projektu investovaly společnosti Pale Fire Capital, Reflex Capital nebo Tomáš Čupr, kteří dohromady vlastnily 18,5 procenta. Spoluzakladatelé firmy Radim Lukeš a Petr Borkovec a další lidé z Partners Financial Services vlastnili zbývajících 81,5 procenta.

## Služby
- Běžný účet
- Spořicí účet [2]